# Estação Ferroviária de Dois Portos

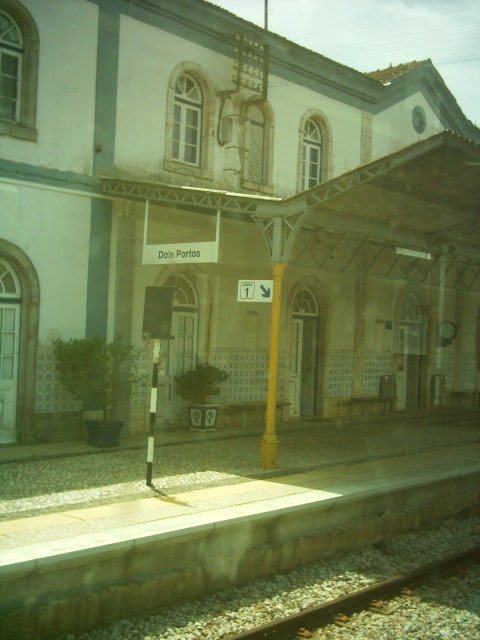
A estação em 2008.

A Estação Ferroviária de Dois Portos é uma interface da Linha do Oeste, que serve a localidade de Dois Portos, no concelho de Torres Vedras, em Portugal.

## Descrição

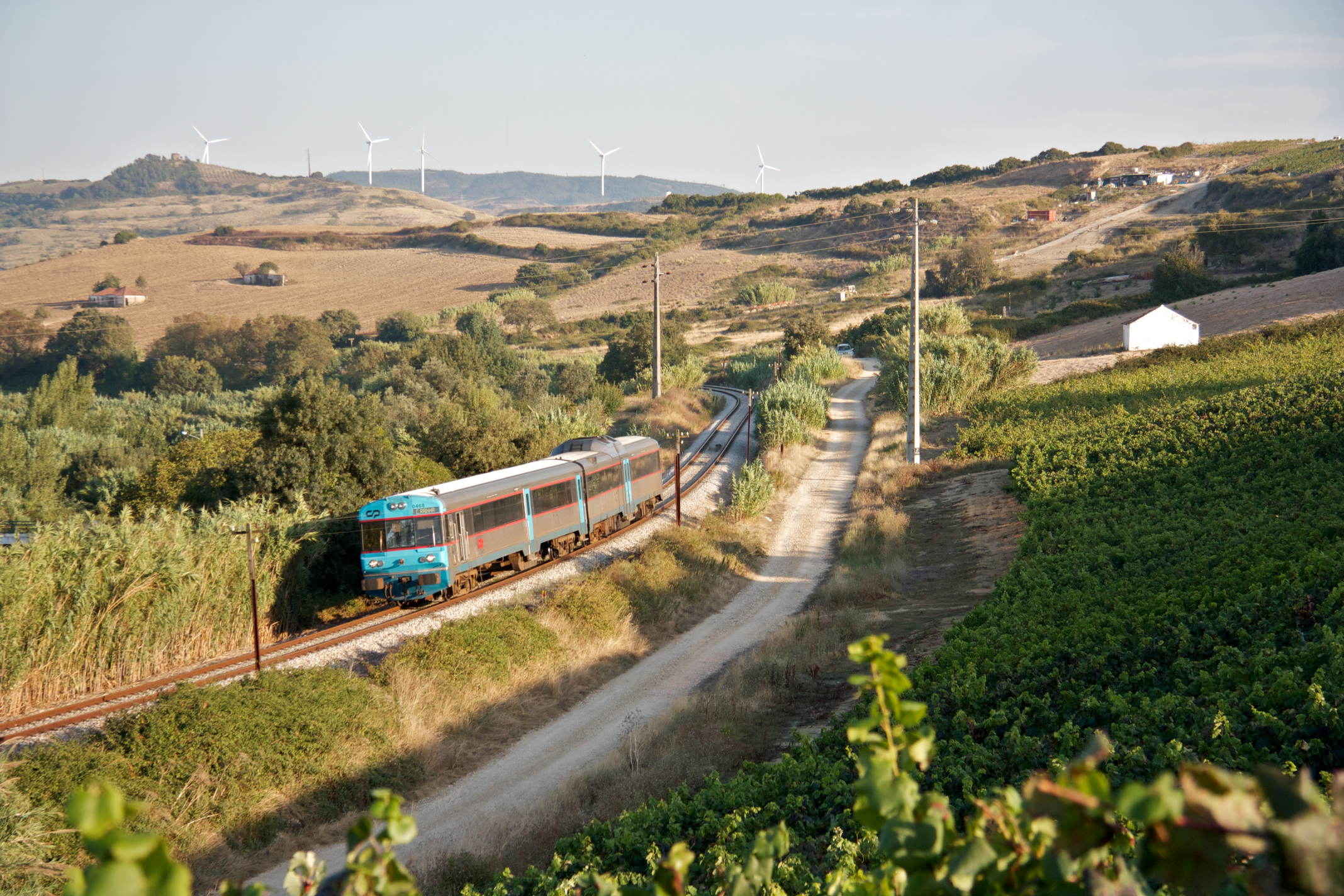
Automotora 0466 no serviço regional 6419, perto de Dois Portos em 2011.

### Localização e acessos
Esta interface tem acesso pela Rua Adriano Ramalho, no limite norte do aglomerado urbano de Dois Portos, distante menos de meio quilómetro do seu centro (C.C.A.M.).
Neste local a Linha do Oeste segue paralela ao Rio Sizandro, entre Sapataria e Torres Vedras, num troço de 18 km.

### Infraestrutura
Esta interface apresenta duas vias de circulação, identificadas como I e II, com 307 e 309 m de extensão e acessíveis por plataforma com comprimentos de 114 e 112 m, ambas com e 70 cm de altura (valores sem alteração desde, pelo menos, 2011); existem ainda duas vias secundárias, identificadas como III e IV, com comprimentos de 410 e 40 m. O edifício de passageiros situa-se do lado és-sudeste da via (lado direito do sentido ascendente, para Figueira da Foz).

### Serviços
Em dados de 2023, esta interface é servida por comboios de passageiros da C.P. tipicamente com oito circulações diárias em cada sentido, entre Caldas da Rainha ou Coimbra-B ou Figueira da Foz e Lisboa - Santa Apolónia ou Mira Sintra - Meleças; estes serviços são maioritariamente de tipo regional, havendo uma circulação diária em cada sentido de tipo inter-regional (Lisboa-Caldas).

## História

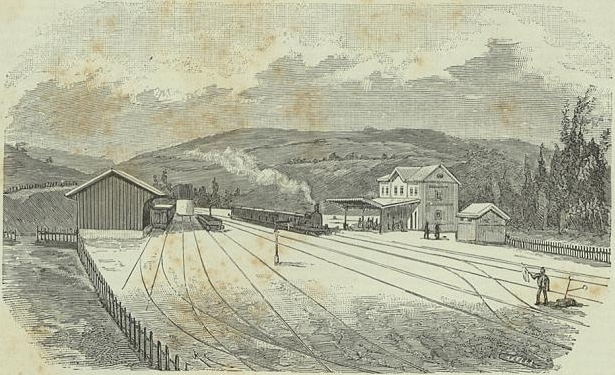
Estação de Dois Portos, nos primeiros tempos.

A estação integra-se no troço entre Agualva - Cacém e Torres Vedras, que foi aberto à exploração pela Companhia Real dos Caminhos de Ferro Portugueses em 21 de Maio de 1887.
Numa sessão da Câmara dos Pares em 1897, o Visconde de Chanceleiros questionou o Ministro das Obras Públicas sobre a construção de um ramal de Dois Portos a Merceana, que tinha sido autorizada mas não concretizada; o ministro respondeu que a Companhia estava legalmente obrigada a instalar o ramal, pelo que tinha incumbido um engenheiro para estudar a situação e proceder de forma a cumprir a lei. Este ramal nunca seria construído.[carece de fontes?]
Em 1913, existia uma carreira de diligências entre a estação de Dois Portos a Sobral de Monte Agraço e Monfalim.
Na XIII edição do Concurso das Estações Floridas, organizado em 1954 pelo Secretariado Nacional de Informação, a estação de Dois Portos recebeu um diploma de menção honrosa simples.

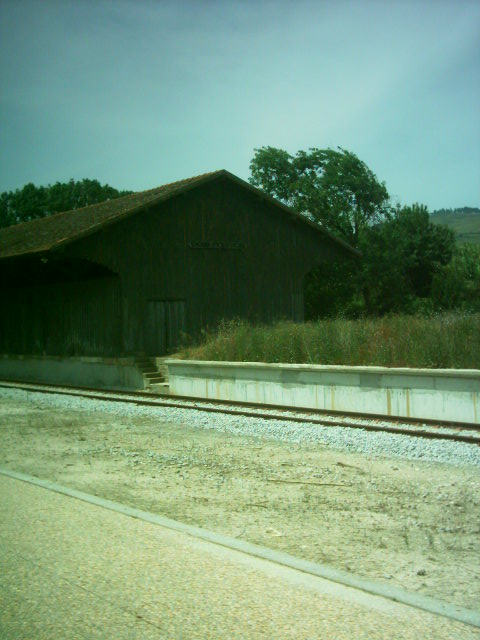
Antigo armazém da estação, em 2008.

Nos finais da década de 2010 foi finalmente aprovada a modernização e eletrificação da Linha do Oeste; no âmbito do projeto de 2018 para o troço a sul das Caldas da Rainha, a Estação de Dois Portos irá ser alvo de remodelação a nível das plataformas e respetivo equipamento, prevendo-se também a instalação de um sistema ATV — sinalização para atravessamento de via seguro (ao PK 55+031). Serão suprimidas duas passagens de nível a norte da estação (aos PK 56+430 e 56+967), mantendo-se a passagem inferior mais próxima (ao PK 55+641); será também suprimida a passagem de nível junto da estação (ao PK 54+810), a substituir por uma nova passagem superior para a EN248 (ao PK 54+870).

Documentação oficial publicada em finais de 2022 indicava já esta estação como tendo as vias de circulação eletrificadas em toda a sua extensão.